# 뉴욕 포스트
뉴욕 포스트(영어: New York Post)는 미국 뉴욕주 뉴욕에서 발행되는 일간신문이다.

## 역사
1801년 알렉산더 해밀턴이 뉴욕 이브닝 포스트(New-York Evening Post)라는 이름의 석간 일간신문으로 창간하였다. 미국에서 일간으로 연속하여 현재까지 발행되는 것으로는 가장 오래 된 신문이다. 초기에는 뉴욕의 정론지로 여론을 주도하기도 했으나, 후에 창간된 뉴욕 타임스와 뉴욕 데일리 뉴스에 밀려 경영이 악화되었다. 소유주가 몇 차례 바뀌는 과정을 거치며 1934년 현재의 뉴욕 포스트로 제호를 변경했으며, 1939년 도로시 시프가 인수하면서 타블로이드로 판형을 변경하고 대중지로 탈바꿈하였다. 1976년 루퍼트 머독의 뉴스 코퍼레이션에서 3000만달러에 인수하였고 이후 전면에 주로 정치인이나 연예인의 가십성 기사를 배치하여 눈길을 끄는 전략을 고수하고 있으나, 종종 지나치게 선정적인 보도로 물의를 빚기도 한다.

## 성향
정치적으로는 보수주의, 포퓰리즘 성향을 보여준다. 도널드 트럼프가 정계에 입문했을 때는 트럼프를 지지했지만 2022년 미국 중간선거 이후 그에게 비판적으로 변했다.
보도는 뉴욕의 범죄와 스포츠를 중점적으로 다루고 말장난을 자주 사용한다. 이러한 보도의 대표적인 예는 1983년 스트립바에서 있었던 살인사건에 관한 1면 기사 헤드라인인 "Headless Body in Topless Bar"가 있다.